# 71-ша паралель південної широти
71-ша паралель південної широти — лінія широти, що лежить на 71 градус південніше земної екваторіальної площини. Вона проходить через Південний океан та Антарктиду.
На цій широті під час літнього сонцестояння сонце видно 24 години (полярний день), а під час зимового сонцестояння протягом доби тривають цивільні сутінки.

## Список географічних об'єктів, що перетинає 71° пд. ш
Починаючи з Гринвіцького меридіану та рухаючись на схід, 71-ша паралель південної широти проходить через:
| Координати                                                   | Континент або океан                                | Примітки |
| ------------------------------------------------------------ | -------------------------------------------------- | --- |
| 71°0′ пд. ш. 0°0′ сх. д. / 71.000° пд. ш. 0.000° сх. д.      | Антарктида                                         | Проходить через Землю Королеви Мод (претендує Норвегія)                                                       |
| 71°0′ пд. ш. 45°0′ сх. д. / 71.000° пд. ш. 45.000° сх. д.    | Антарктида                                         | Проходить через західну Австралійську Антарктичну територію (претендує Австралія)                             |
| 71°0′ пд. ш. 136°0′ сх. д. / 71.000° пд. ш. 136.000° сх. д.  | Антарктида                                         | Проходить через Землю Аделі (претендує Франція)                                                               |
| 71°0′ пд. ш. 142°0′ сх. д. / 71.000° пд. ш. 142.000° сх. д.  | Антарктида                                         | Проходить через східну Австралійську Антарктичну територію (претендує Австралія)                              |
| 71°0′ пд. ш. 160°0′ сх. д. / 71.000° пд. ш. 160.000° сх. д.  | Антарктида                                         | Проходить через Територію Росса (претендує Нова Зеландія)                                                     |
| 71°0′ пд. ш. 167°47′ сх. д. / 71.000° пд. ш. 167.783° сх. д. | Південний океан На південь від Тихого океана       | |
| 71°0′ пд. ш. 73°18′ зх. д. / 71.000° пд. ш. 73.300° зх. д.   | Антарктида                                         | Проходить через Землю Олександра I та Антарктичний півострів (претендують Аргентина, Чилі та Велика Британія) |
| 71°0′ пд. ш. 60°24′ зх. д. / 71.000° пд. ш. 60.400° зх. д.   | Південний океан На південь від Атлантичного океана | Море Ведделла                                                                                                 |
| 71°0′ пд. ш. 10°59′ зх. д. / 71.000° пд. ш. 10.983° зх. д.   | Антарктида                                         | Проходить через Землю Королеви Мод (претендує Норвегія)                                                       |